# 荒尾市警察
荒尾市警察（あらおしけいさつ）は、かつて存在した熊本県荒尾市の自治体警察。

## 概要
従来の熊本県警察部が解体され、1948年（昭和23年）3月7日に荒尾市警察署が設置された。
1954年（昭和29年）に新警察法が公布された。これにより国家地方警察と自治体警察が廃止され、新たに都道府県警察として熊本県警察が発足。荒尾市警察も熊本県警察に統合され、姿を消した。